# Haxthausen (Freising)
Haxthausen ist ein Gemeindeteil der Großen Kreisstadt Freising im oberbayerischen Landkreis Freising.

## Lage
Das Dorf Haxthausen liegt etwa 6 km südwestlich von Freising auf einem Hügel am Rande der Münchner Schotterebene und des Freisinger Mooses. Etwa einen Kilometer nördlich liegt Sünzhausen. Im Osten liegt Lageltshausen im Süden Pallhausen, beides Gemeindeteile von Freising. Im Westen liegt Sickenhausen, ein Teil der Gemeinde Kranzberg.

## Geschichte
Ab 1818 war Haxthausen ein Teil der Gemeinde Sünzhausen. Im Rahmen der Gemeindegebietsreform verlor Sünzhausen den Status einer politisch selbstständigen Gemeinde und Haxthausen wurde am 1. Juli 1972 als Teil der Gemeinde Sünzhausen in die Stadt Freising eingegliedert.

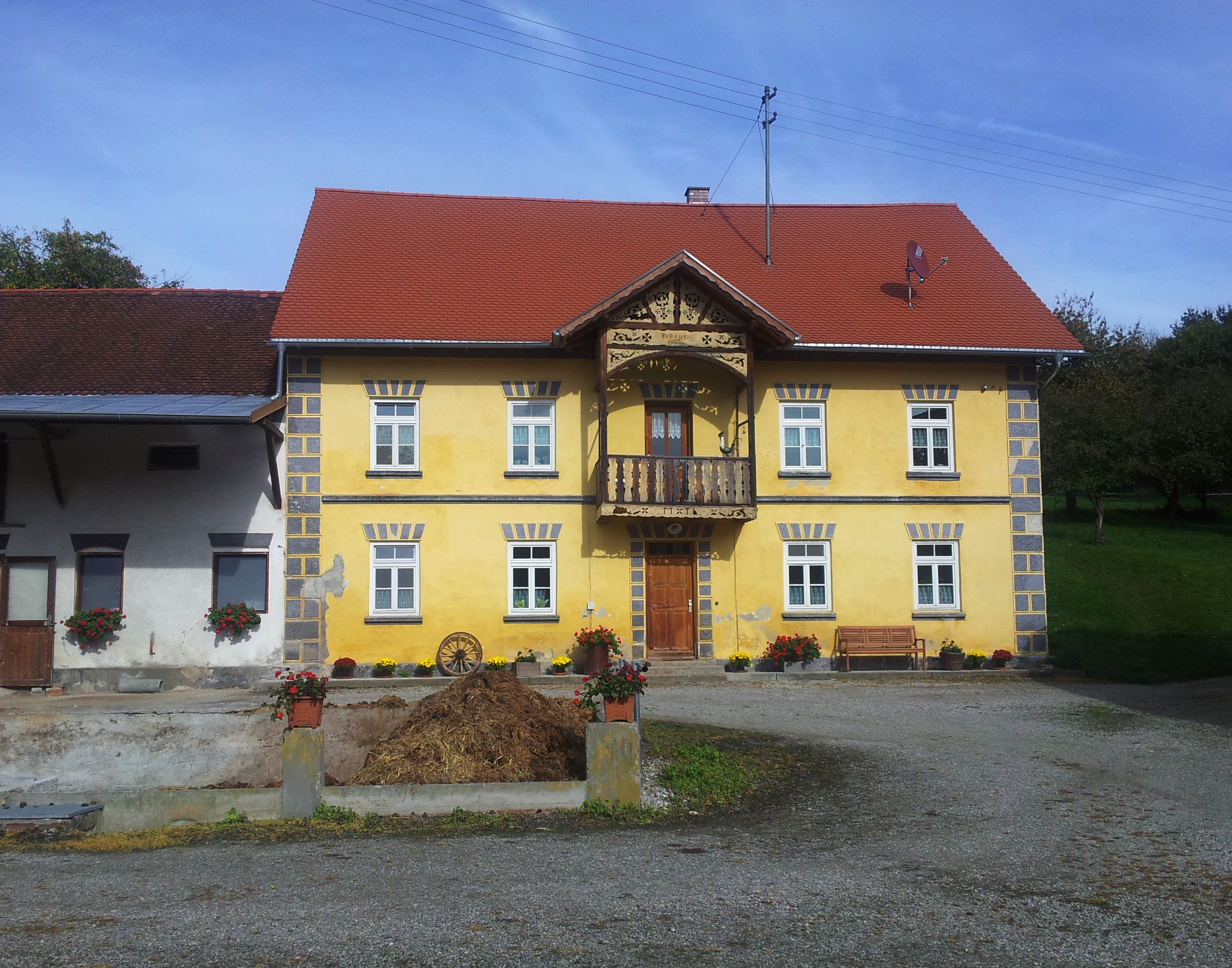
Denkmalgeschütztes Bauernhaus
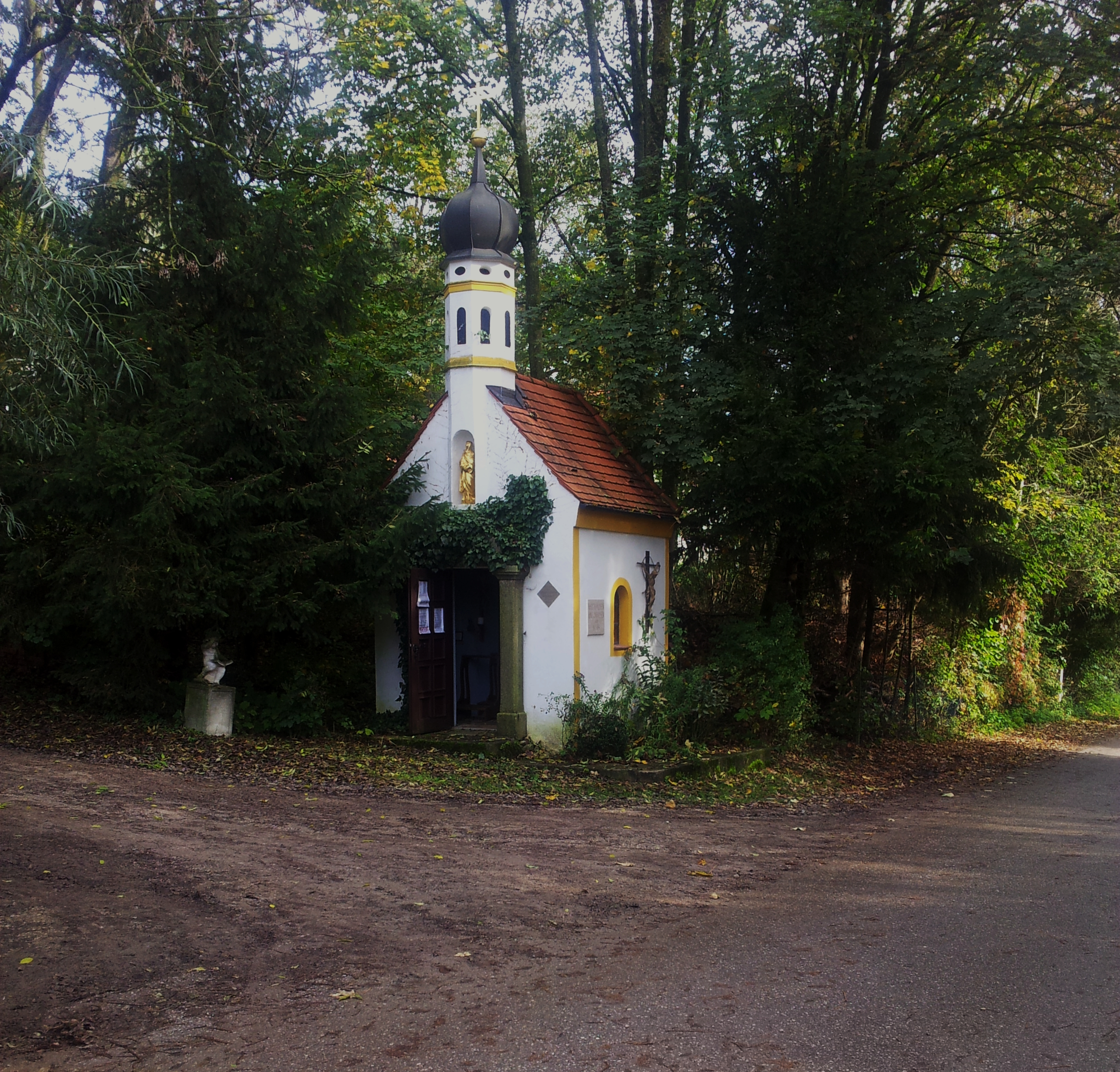
Kapelle in Haxthausen